# $wingin' Utter$ (album)
$wingin' Utter$ è il sesto album della punk band statunitense $wingin' Utter$, pubblicato per la Fat Wreck Chords nel 2000.

## Tracce
1. Pills & Smoke
2. Taken Train
3. Watching the Wayfarers
4. The Note
5. Will Success Spoil Rock Hunter?
6. Playboys, Punks, and Pretty Things
7. Second Skin
8. Eddie's Teddy
9. Teen Idol Eyes
10. Turning Red
11. Scum Grief
12. Another Day
13. Step Inside This Room
14. Little Creeps
15. My Glass House

## Formazione
- Johnny Bonnel - voce
- Max Huber - chitarra
- Greg McEntee - batteria
- Spike Slawson - basso
- Darius Koski - chitarra, voce